# Kosciuszkó Tádé utca
A  Kosciuszkó Tádé utca  közterület Budapest I. kerületében, Krisztinavárosban, a Déli pályaudvar keleti oldalán húzódik mintegy 450 méter hosszan. A Mészáros utcánál indul, majd a Krisztina körúttal párhuzamosan futva a pályaudvar mellett csatlakozik abba.

## Elnevezése
Az utca korábban a Koronaőr utca nevet viselte arra utalva, hogy itt helyezkedett el a koronaőrök laktanyája. A laktanya a második világháborúban megsemmisült. 1948-ban az 1. sz. alatti épület falán díszes utcanév-táblát helyeztek el „Kosciuszkó Tádé” felirattal. Ekkor nevezték át mai nevére az utcát. (A pályaudvar felöli végén leágazó rövid kis utca a Koronaőr köz.)
Tadeusz Kościuszko a lengyel, a litván, a belarusz, az amerikai és a francia nemzetek hőse volt. Harcolt az amerikai függetlenségi háborúban, az 1791. május 3-i alkotmány védelmében, 1794-ben pedig Hugo Kołłątajjal együtt a Kościuszko-felkelés vezetője volt. Kapcsolatban állt a magyar jakobinusokkal.

## Látnivalók
A 7. sz. ház helyén állt Clark Ádám, a Lánchíd építőmérnökének villája. A Kuny Domokos utca, Mikó utca és a Kosciuszkó Tádé utca által határolt telken állt az 1938-ban lebontott Karátsonyi-palota. Az 5. sz. alatt tűzoltólaktanya található, ahol 2008-ban felállították Borda Mátyás szobrát a 2006-ban a Budapesti Műszaki Egyetemnél hősi halált halt tűzoltók tiszteletére. A 18. sz. háznál emléktábla jelzi, hogy az utcában élt félévszázadon keresztül Réti Mátyás festőművész.

## Közlekedés
Közösségi közlekedés az utcában nincs, de különféle járatokkal közvetlenül elérhetőː
Déli pályaudvar metróállomástól
- Metróː   Déli pályaudvar
- Nappali busz:  21, 21A, 39, 102, 139, 140, 140A, 221
- Éjszakai busz:  960, 990
- Villamosː  17, 56, 56A, 59, 59A, 59B, 61
- Vasútː   S10   S12   S30   G30   Z30   S34   S35   S40   Z40   S42   Z42  IC, sebesvonat, gyorsvonat, expresszvonat,

Ág utcától
- Nappali busz:  105, 178

## Külső hivatkozások
- Dittrichné Vajtai Zsuzsánna: Budapest Főváros I. kerületének története írásban és képekben. Budapest, 2012. mek.oszk.hu